# Warwerort
Warwerort er en by og kommune i det nordlige Tyskland, beliggende i Amt Büsum-Wesselburen under Kreis Dithmarschen. Kreis Dithmarschen ligger i den sydvestlige del af delstaten Slesvig-Holsten.

## Geografi
Kommunen er beliggende ud til Nordsøen ved nordkysten af Meldorfer Bucht. Kreisstraße 54 forbinder byen med Bundesstraße 203 mellem Büsum og Heide.

### Nabokommuner
Mod nord grænser kommunen til Österdeichstrich, mod øst til Friedrichsgabekoog, mod syd til Nordermeldorf og mod vest til
Büsumer Deichhausen.